# Incitation à la haine en raison de l'origine ou de l'appartenance ou de la non-appartenance à une ethnie, une nation, une race ou une religion déterminée
Pour un article plus général, voir Incitation à la haine.
Lire en ligne

Texte d'origine

Décrets-lois Marchandeau Loi Gayssot
En droit français, l'incitation à la haine en raison de l'origine ou de l'appartenance ou de la non-appartenance à une ethnie, une nation, une race ou une religion déterminée est une infraction pénale depuis l'adoption d'une loi la sanctionnant promulguée le 1er juillet 1972.
Elle est souvent nommée « loi Pleven », du nom du ministre de la Justice en exercice à l’époque René Pleven, alors qu'il était réservé sur la proposition de loi défendue par le député Alain Terrenoire.
Intégrée dans la loi du 29 juillet 1881 sur la liberté de la presse, elle sanctionne l’injure raciste, la diffamation, la provocation à la discrimination, à la haine ou à la violence à l’égard d’une personne ou d’un groupe de personnes à raison de leur origine ou de leur appartenance ou de leur non-appartenance à une ethnie, une nation, une « race » ou une religion déterminée. Elle autorise les associations dont l’objectif de lutte contre le racisme est inscrit dans leurs statuts, et qui ont une existence de cinq ans, à se constituer parties civiles lors d’un procès.

## Décrets-lois Marchandeau
Peu avant la Seconde Guerre mondiale, une initiative ayant des buts proches de la loi de 1972 est portée par le garde des Sceaux Paul Marchandeau. Il est l'auteur d'un décret-loi du 21 avril 1939 qui prévoit des poursuites « lorsque la diffamation ou l'injure, commise envers un groupe de personnes appartenant, par leur origine, à une race ou à une religion déterminée, aura eu pour but d'exciter à la haine entre les citoyens ou les habitants ». Ce décret-loi est abrogé par la loi du régime de Vichy du 16 août 1940.
Alors que l'antisémitisme s'exacerbait, les décrets-lois Marchandeau, dits loi Marchandeau, vinrent sanctionner pour la première fois le racisme. En modifiant la loi du 29 juillet 1881 sur la liberté de la presse, on sanctionnait les diffamation visant les personnes en raison de leur origine, leur race ou une religion déterminée quand elles avaient pour but « d'exciter à la haine entre les citoyens ou les habitants ». Les journaux antisémites comme Gringoire et Je suis partout s'y opposèrent, au nom de la liberté d'expression. Des poursuites sont aussitôt engagées contre des chantres de l’antisémitisme tels Darquier, Clémenti, Boissel, Bucard, dont certains sont appointés par l’Allemagne, ce qui n’empêche pas les coupables de prétendre que les juifs sont mieux protégés que les « vrais » Français. 
Quelques mois plus tard, le régime de Vichy abrogea le texte. Elle est restaurée par une ordonnance du général Giraud le 18 mai 1943. À la Libération, il fut de nouveau en vigueur par l’ordonnance du 9 août 1944 relative au rétablissement de la légalité républicaine. Son principe fut repris en préambule de la Constitution de la IVe République en 1946 : « Au lendemain de la victoire remportée par les peuples libres sur les régimes qui ont tenté d'asservir et de dégrader la personne humaine, le peuple français proclame à nouveau que tout être humain, sans distinction de race, de religion ni de croyance, possède des droits inaliénables et sacrés ».  Il en fut de même dans la Constitution de la Cinquième République, en 1958. Il s'agissait toutefois de principes et il restait à élaborer une législation précise pour lutter contre les actes racistes.
La loi Marchandeau était difficilement applicable, car seul le parquet pouvait engager des poursuites. Ni un particulier, ni une association ne pouvaient y prétendre. De plus, on ne pouvait poursuivre que l'auteur d'une diffamation à l'égard d'un groupe de personnes relevant d'une race déterminée et non à l'encontre d'une personne particulière. Il fallait encore établir la preuve que l'auteur des propos avait pour but d'exciter à la haine entre les citoyens ou les habitants. La loi fut cependant invoquée pour sanctionner des Martiniquais qui avaient dénoncé dans le journal communiste insulaire l'affaire des tricots, une affaire de discrimination raciale provoquée à Fort-de-France par des élèves qui entendaient interdire le port d'un certain type de vêtement aux élèves noirs. 
En exigeant une intention « d’exciter à la haine entre les citoyens », le décret Marchandeau pouvait conduire certains juges à relaxer les propos racistes lorsqu’ils étaient exprimés de manière « tempérée » comme en témoigne la relaxe en appel de Pierre Roos directeur du journal nationaliste Contre-Révolution qui fait l’apologie de « l’antisémitisme à la française » et réclame des lois « justes et nécessaires » « contre les juifs, pour protéger les vrais Français… mais aussi les juifs eux-mêmes ».
Malgré la défaite de l'Allemagne nazie en 1945, les idées et les comportements haineux ne cessent pas à la fin des années 1940 et dans les années 1950 avec par exemple sous la forme d’une dénonciation des « métèques » qui auraient envahi la médecine française ou la publication dès 1948 par Maurice Bardèche, suivi par Paul Rassinier des fondements du négationnisme. L'historienne Anne Grynberg rappelle les protestations antisémites dès 1945 de personnes refusant la restitution aux familles juives de biens spoliés, la relance rapide de la presse et d'auteurs collaborationnistes ou encore les violentes attaques antisémites contre Daniel Mayer, Léon Blum et Maurice Schumann.

## La loi de 1972

### Historique
Il y eut plusieurs étapes avant que cette loi soit adoptée. Le 25 juillet 1919, à la suite de violences racistes perpétrées au printemps par des militaires américains, la Chambre des députés vota à l'unanimité un ordre du jour condamnant solennellement le « préjugé de race » et menaçant les contrevenants d'une loi pénale. La situation était d'autant plus paradoxale qu'on était dans le contexte de la France coloniale et que, dans le seul territoire de la métropole, il existait un vide législatif sur la question.
Dès 1959, le Mrap avait considéré l’impérieuse nécessité d’une loi face à la montée des racismes mais l’époque, marquée par la guerre d'Algérie, tendait plutôt à nier les actes racistes. 
Avec le feu vert du premier ministre Jacques Chaban-Delmas, le jeune député gaulliste de la Loire Alain Terrenoire fut désigné rapporteur d'une série de propositions de loi dont il produisit une synthèse, de concert avec le MRAP. La LICA s'investit moins pour des raisons diverses mais contribua dès la promulgation à la promotion de la loi. Son rapport évoquait « la recrudescence des incidents raciaux contre les travailleurs étrangers, tels les Algériens et les Portugais mais également les Français originaires des départements d'outre-mer » . Le climat était de plus en plus tendu. Le racisme anti-algérien était diffus et n'était pas seulement alimenté par les nostalgiques de l’Algérie française. Il commençait à se faire virulent, pas seulement dans des zones où des travailleurs nord-africains se trouvaient à proximité de populations rapatriées d'Afrique du Nord. Entre mars et juin 1971 par exemple, huit Algériens avaient été victimes d’attentats racistes. C'est dans ce contexte que la loi fut votée par l'Assemblée nationale puis par le Sénat après treize ans d'atermoiements, en vertu d'une unanimité qui masquait de nombreuses divergences d'appréciation selon les sensibilités politiques du Parlement. 
La loi est adoptée à l'unanimité des deux chambres du Parlement et est souvent appelée « loi Pleven ». L'historien Dominique Chathuant montre que l'expression « loi Pleven » est peu à peu construite dans les mois qui suivent son adoption, en particulier en 1973. Étant issue d'une série de propositions auxquelles le garde des Sceaux René Pleven ne cessa de s'opposer entre février et mars 1972, elle ne relève pas d'un « projet » de l'exécutif, mais de la synthèse de « propositions de loi ». L'ouvrage montre aussi que c'est à l'extrême droite, et en particulier sous une plume militante bretonne, que l'on trouve l'expression « loi Pleven » en 1973, époque où les journaux emploient encore quelque temps les guillemets lorsqu'ils citent des propos d'extrême-droite évoquant une « loi Pleven ».
En droit français, l'incitation à la haine par des propos ou des écrits tenus en public est une infraction pénale depuis 1972. Auparavant, seul l'appel à commettre des délits ou des crimes était réprimée, plus ou moins gravement selon la gravité des crimes et que cette incitation était suivie d'effet.
La question du racisme, de ses sanctions et des moyens d'intervenir en justice ont été inscrites pour la première fois dans la loi du 1er juillet 1972 : elle sanctionne l’injure raciste, la diffamation, la provocation à la discrimination, à la haine ou à la violence à l’égard d’une personne ou d’un groupe de personnes à raison de leur origine ou de leur appartenance ou de leur non-appartenance à une ethnie, une nation, une « race » ou une religion déterminée. Elle autorise les associations dont l’objectif de lutte contre le racisme est inscrit dans les statuts, et qui ont une existence de cinq ans, à se constituer parties civiles lors d’un procès. 
Les associations antiracistes, en particulier le Mouvement contre le racisme et pour l'amitié entre les peuples (MRAP), menaient bataille pour qu'un nouveau texte vît le jour. De façon secondaire, la Ligue internationale contre le racisme et l'antisémitisme (LICA), qui utilisait déjà le terme « racisme » dans son intitulé (elle n'intégra le « R » qu'en 1980, cf. JORF), fut moins active que le MRAP à cette époque mais fit très bon accueil à la loi votée. Gaston Monnerville, membre de la LICA, retira d'ailleurs sa proposition sénatoriale pour s'effacer devant le texte voté le 7 juin par l'Assemblée. Plusieurs propositions de loi avaient été déposées de 1963 à 1971 par des parlementaires des quatre tendances politiques. Elles affirmaient une résurgence des actes racistes. Pour sa part, l'ONU avait ouvert le 21 décembre 1965 à la signature des États la Convention internationale sur l'élimination de toutes les formes de discrimination raciale. La France la signa le 18 avril 1971 alors que ni le gouvernement, ni la majorité parlementaire n'envisageaient alors qu'elle pût entraîner une modification de la législation.

### Contenu de la loi
Le délit de « provocation publique » à la haine raciale institué par l'article 1er de la loi de 1972 est passible d'au plus un an d'emprisonnement et/ou 45 000 euros d'amende. Il a été inséré à l'article 24 alinéa 5 de la Loi du 29 juillet 1881 sur la liberté de la presse. 
La provocation publique à la haine ou à la violence à l'égard d'une personne ou d'un groupe de personnes à raison de leur origine ou de leur appartenance ou de leur non-appartenance à une ethnie, une nation, une race ou une religion déterminée est définie comme la provocation, par l'un des moyens énoncés à l'article 23 de la loi de 1881, à la haine ou à la violence à l'égard d'une personne ou d'un groupe de personnes « à raison de leur origine ou leur appartenance ou non appartenance à une ethnie, une nation, une race ou une religion déterminée ». Le même article de loi réprime par ailleurs, et de la même façon, ceux qui « auront provoqué à la discrimination ». La provocation peut être indirecte et, élément nouveau, ne nécessite pas d'être effectivement suivie d'effet pour être punissable.
L'article 6 et 7 de la loi de 1972 crée les nouveaux articles 416-1 et 416-2 du code pénal (actuels articles 225-1 et 225-2 du code pénal) punissent le refus de fournir un bien ou un service « en raison de l'origine, ou de l'appartenance ou de la non-appartenance d'une personne à une ethnie, une nation, une race ou une religion déterminée » et interdisent donc explicitement pour la première fois en France les discriminations raciales. Les formes de discriminations réprimées seront par la suite étendues. 
Autre nouveauté, les associations constituées depuis au moins cinq ans et luttant contre les discriminations obtinrent in extremis au matin du 7 juin, jour du vote, le droit de porter plainte et de se constituer partie civile ; dès avril 1973, la LICA (actuelle LICRA), représentée par les avocats de gauche Robert Badinter et Gérard Rosenthal, obtint la première condamnation en la matière. Antérieurement, seule la personne s’estimant diffamée ainsi que le parquet, en sa qualité de représentant de la société, étaient autorisés à saisir la Justice. Cette disposition trouvait son inspiration dans l'évolution récente du droit syndical.
Par ailleurs est signée la contravention de provocation « non publique » à la haine raciale, définie par le premier alinéa de l'article R. 625-7 du code pénal, passible d'une amende au plus de 1 500 euros, qui peut être portée à 3 000 euros en cas de récidive (contravention de 5e classe).

### Critiques de la loi de 1972
Selon Éric Branca, directeur de rédaction de Valeurs actuelles, analysant la loi dans le cadre d'une affaire concernant Éric Zemmour, la loi de 1972 introduit une autre disposition essentielle. Alors que la législation existante n'autorisait que la personne s’estimant diffamée ou le parquet, en sa qualité de représentant de la société, à saisir la justice, à partir de la loi  de 1972, « toute association légalement constituée s’autoproclamant représentative de tel ou tel intérêt ou de telle ou telle communauté » y est autorisée et ceci même en l'absence de plainte individuelle préalable. La conséquence immédiate de cette loi serait, selon Basile Ader, avocat spécialiste du droit de la presse, « une inflation constante des contentieux, qui tend non seulement à faire du juge l’arbitre des causes les plus variées, mais aussi et surtout à privatiser l’action publique en autorisant les associations à la déclencher ». Il dénonce également le flou juridique de la notion de provocation et les pièges de la recherche de l'intention coupable.
Le juriste Aurélien Portuese et le philosophe Gaspard Koenig du think tank libéral Génération Libre estiment que le législateur en utilisant la notion de «provocation à la haine » (sentiment, qui n'est pas un acte et n'a pas obligatoirement d'effets extérieurs visibles), décide de sanctionner par le droit pénal « des faits plus ou moins inconsistants et indémontrables » ce qui constitue un recul par rapport à la notion d’«incitation à la violence », qui est visible et extérieure.
À l'occasion du cinquantenaire de la loi, la Défenseure des droits Claire Hédon observe que trop de plaintes pour discriminations sont classées sans suite, relevant la lourdeur de l'exigence d'établir l’intention discriminatoire, ce qui rend le contentieux pénal « peu opérationnel ». Elle recommande donc d’amender les articles 225-1 et suivants du code pénal « en prévoyant un mécanisme d’aménagement de la charge de la preuve, de nature à permettre le recours à certaines présomptions de fait ».

## Lois complémentaires
La loi du 30 décembre 2004 étend les mesures de la loi de 1972 aux propos discriminatoires à caractère sexiste ou homophobe en pénalisant les discrimination, l'incitation à la haine et les violences à l'égard d'une personne ou d'un groupe de personnes à raison de leur sexe, de leur orientation sexuelle ou de leur handicap.
La loi du 6 août 2012 étend ses dispositions aux discriminations lié à l'identité de genre d'abord nommé "identité sexuelle" jusqu'à la loi du 27 janvier 2017. Cette évolution permet notamment la pénalisation des propos, de l'incitation à la haine et des violences transphobes.